# Cedicus pumilus
Cedicus pumilus är en spindelart som beskrevs av Tamerlan Thorell 1895. Cedicus pumilus ingår i släktet Cedicus och familjen vattenspindlar.
Artens utbredningsområde är Myanmar. Inga underarter finns listade i Catalogue of Life.